# 索尼克世嘉全明星赛车
《索尼克世嘉全明星赛车》是由英国工作室Sumo Digital制作、世嘉发行的竞速游戏。游戏于2010年2月首发，推出过Wii、Xbox360、PlayStation 3、任天堂DS、Windows、街机、iOS、macOS、Android、BlackBerry等版本。
《索尼克世嘉全明星赛车》的玩法与其他卡丁车赛车类游戏相似。
玩家可以从世嘉游戏中的20个角色中选择一个进行比赛。
游戏收到大多数正面评价。IGN给与平台和DS 8.0的分数。